# Rue Tomášská
La rue Tomášská est une voie de Prague.
Située dans le quartier de Malá Strana de Prague, elle relie la place de Mala Strana à la place Wallenstein et à la rue Letenská. 

## Origine du nom
Son nom fait référence à l'église Saint-Thomas et au monastère des Augustins, les deux bâtiments étant des monuments culturels de la République tchèque.

## Historique
L'église Saint-Thomas et le monastère des Augustins ont été fondés en 1285 sur l'invitation des Augustins à Prague par le roi Venceslas II. Du XIVe au XVIe siècle, la rue s'appelait "Písecká" près de la porte Písek dans les remparts de la ville basse. La porte a ensuite été déplacée à Mariánské hradbám, près du ruisseau de Brusnice, et la rue au tournant des XVIIe et XVIIIe siècles a été nommée "Tomášská" d'après l'église Saint-Thomas.

## Bâtiments remarquables et lieux de mémoire
- Velikovský dům - maison d'angle au 1 et 20 Place Malostranské[2]
- hôtel et restaurant U Schnellů - numéro 2 [3]
- Maison Au Cerf D'or - numéro 4 [4]
- Restaurant U Tří zlatých trojek - numéro 6 [5]
- restaurant U zlatého preklíku - numéros 22/12 [6]

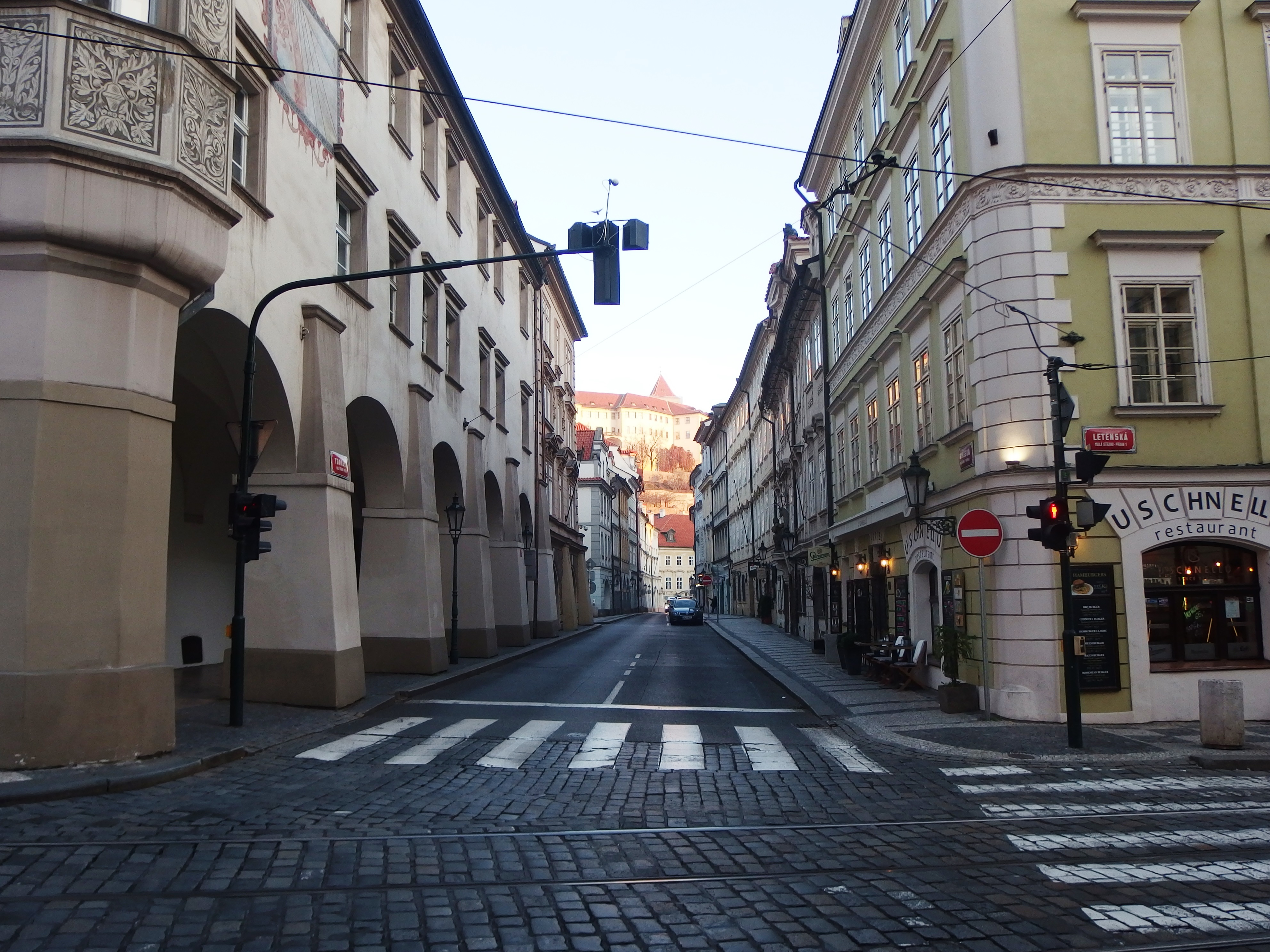
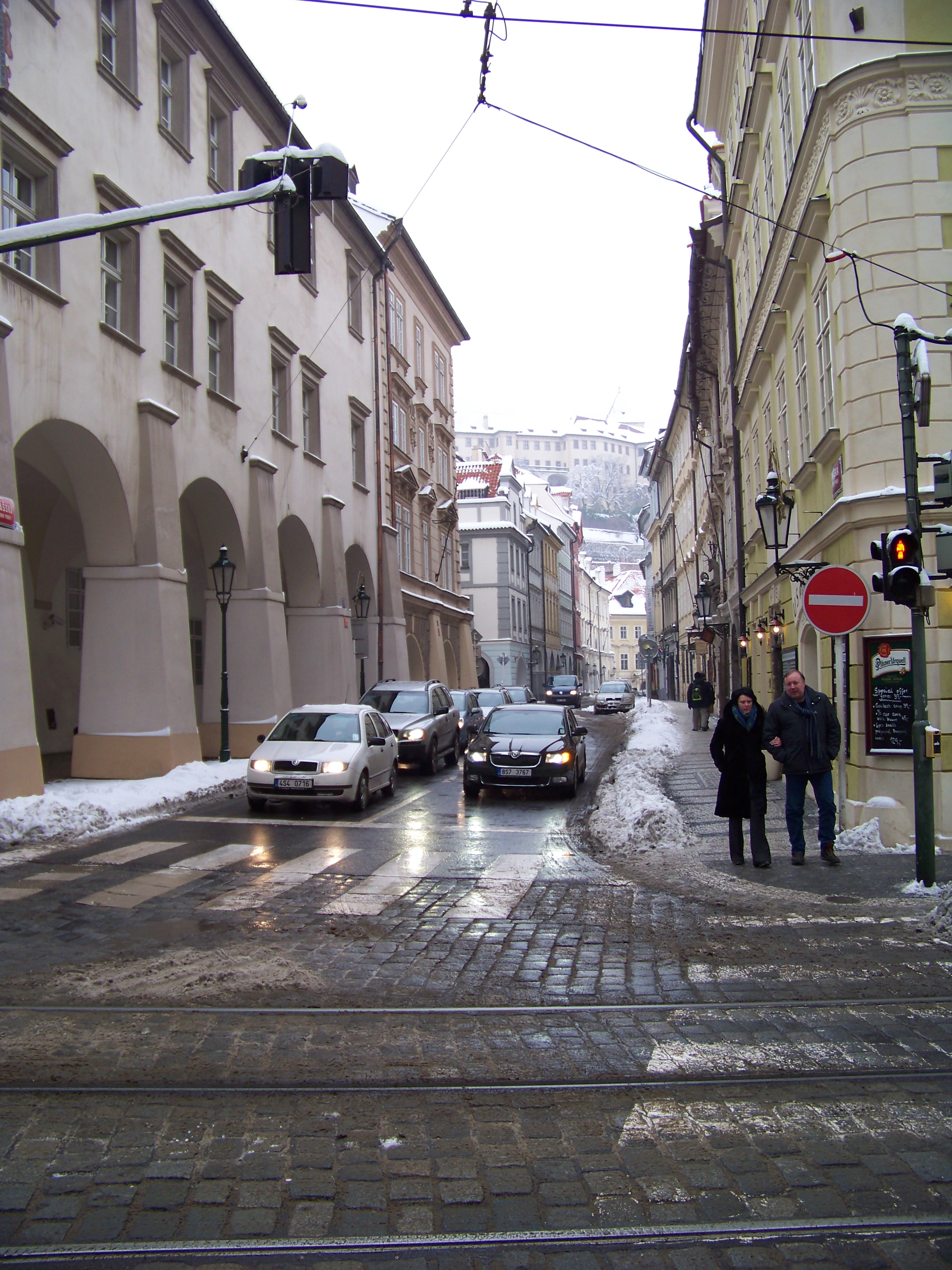
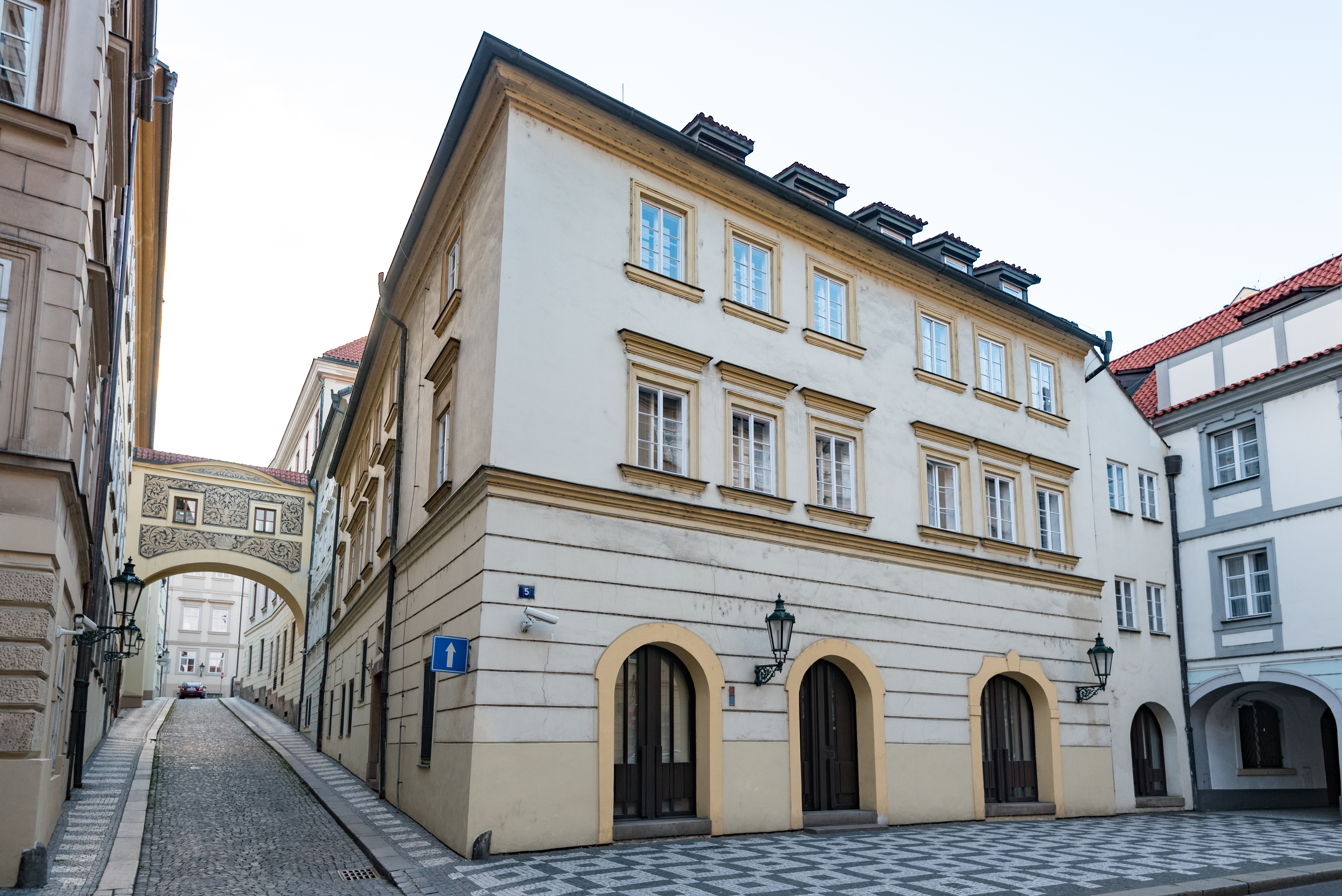
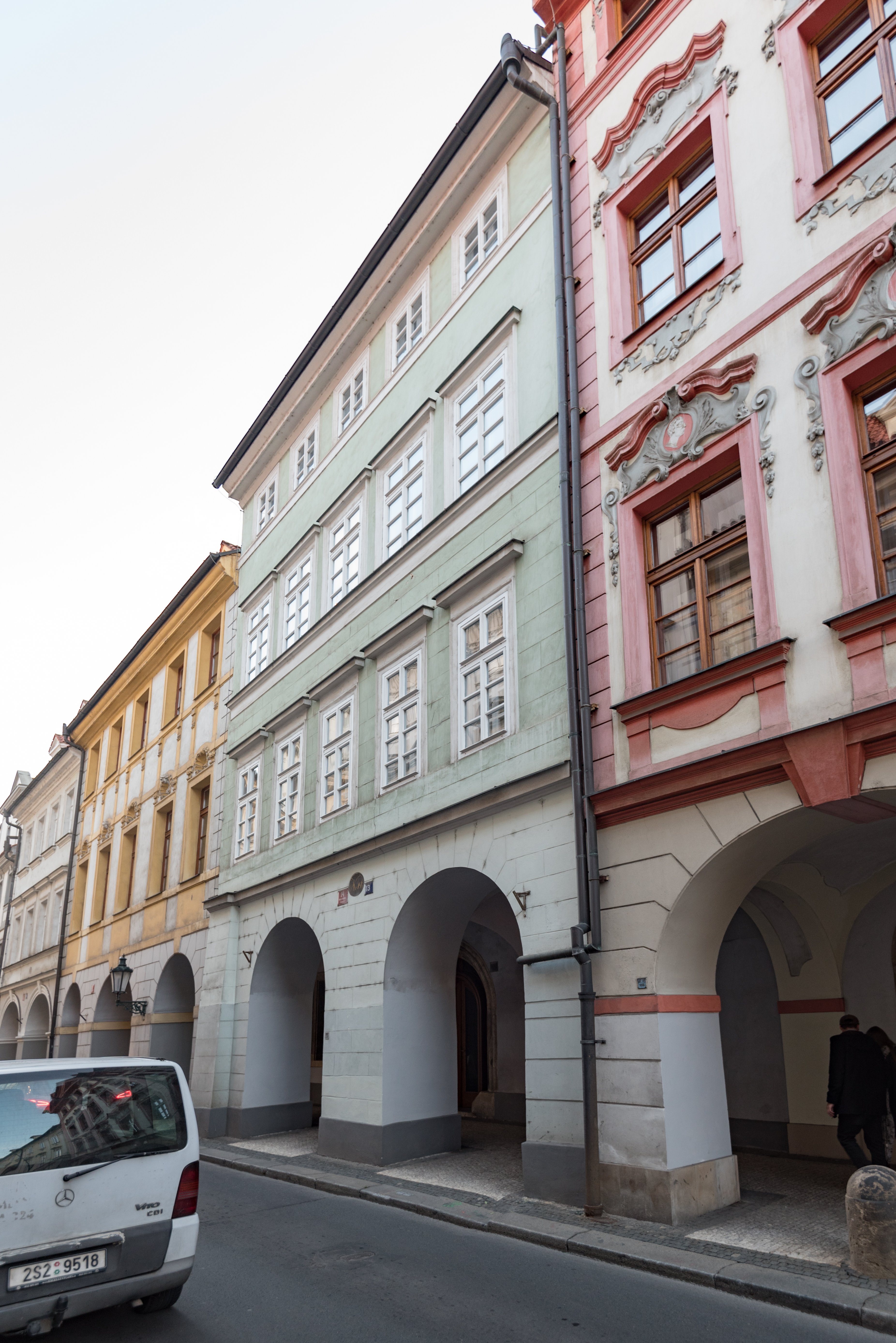
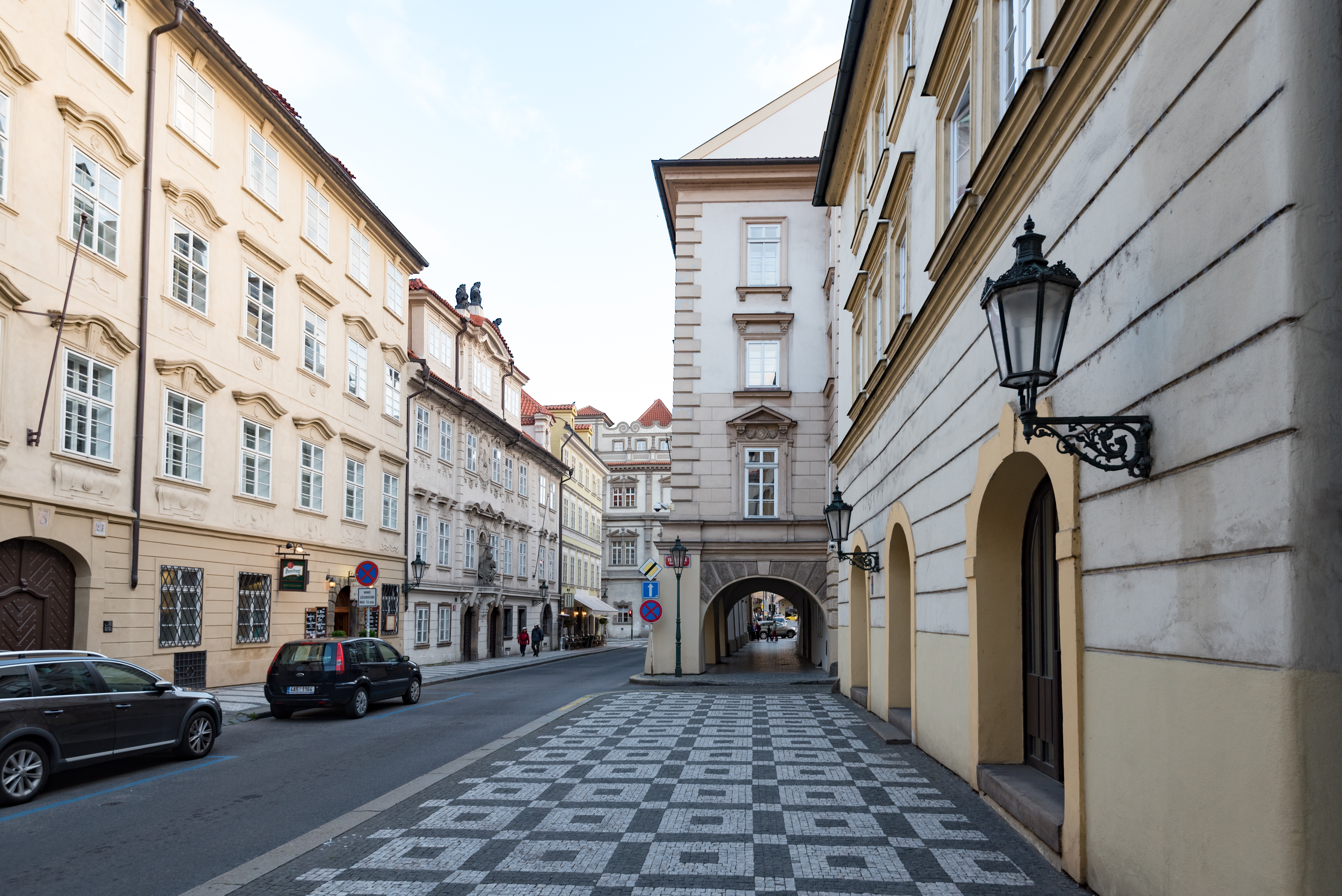